# José Macia
José Macia, conegut com a Pepe, (25 de febrer de 1935) és un exfutbolista brasiler i entrenador.

## Selecció del Brasil
Va formar part de l'equip brasiler a la Copa del Món de 1958.